# Danilo de Castro
Danilo de Castro (Viçosa, 5 de março de 1945) é um político brasileiro, filiado ao Partido da Social Democracia Brasileira (PSDB-MG). Foi secretário estado do Governo de Minas Gerais em diversas ocasiões e Deputado Federal, eleito por três vezes consecutivas.
Exerceu o cargo presidente da Caixa Econômica Federal no período de 20 de outubro de 1992 até 30 de março de 1994, no governo de Itamar Franco. 